# Shelby (Caroline du Nord)
Pour les articles homonymes, voir Shelby.
Shelby est une ville américaine, siège du comté de Cleveland en Caroline du Nord. Lors du recensement des États-Unis de 2010, sa population s’élève à 20 323 habitants.

## Démographie
| 1880 | 1890  | 1900  | 1910  | 1920  | 1930   |
| ---- | ----- | ----- | ----- | ----- | ------ |
| 990  | 1 394 | 1 874 | 3 127 | 3 609 | 10 789 |

| 1940   | 1950   | 1960   | 1970   | 1980   | 1990   |
| ------ | ------ | ------ | ------ | ------ | ------ |
| 14 037 | 15 508 | 17 698 | 16 328 | 15 310 | 14 669 |

| 2000   | 2010   | - | - | - | - |
| ------ | ------ | - | - | - | - |
| 19 477 | 20 323 | - | - | - | - |